# Pterygocythereis
Pterygocythereis is een geslacht van mosselkreeftjes uit de familie Trachyleberididae.

## Soorten
- Pterygocythereis activa Rosyjeva, 1962 †
- Pterygocythereis alexanderi (Howe & Law, 1936) †
- Pterygocythereis aligera Rosyjeva, 1962 †
- Pterygocythereis allinensis (Grekoff & Deroo, 1956) Al-furaih, 1984 †
- Pterygocythereis alophia Hazel, 1983 †
- Pterygocythereis americana (Ulrich & Bassler, 1904)
- Pterygocythereis aquitanica Ducasse, 1963 †
- Pterygocythereis armata Pokorny, 1987 †
- Pterygocythereis aserrulata (Bonnema, 1940) Damotte, 1971 †
- Pterygocythereis aspera Rosyjeva, 1962 †
- Pterygocythereis austraegyptiaca Bassiouni & Luger, 1990 †
- Pterygocythereis calcarata (Bosquet, 1852) Kollmann, 1960 †
- Pterygocythereis caroli Pokorny, 1967 †
- Pterygocythereis ceratoptera (Bosquet, 1852) Oertli, 1956 †
- Pterygocythereis cheethami Hazel & Paulson, 1964 †
- Pterygocythereis cirrusa Deroo, 1966 †
- Pterygocythereis claustrata Al-furaih, 1984 †
- Pterygocythereis coronata (Roemer, 1838) Malz & Jellinek, 1984 †
- Pterygocythereis cuevasensis Swain, 1967
- Pterygocythereis delicata (Coryell & Fields, 1937) Swain, 1967 †
- Pterygocythereis faupelae Ziegler & Roedder, 1992 †
- Pterygocythereis fimbriata (Muenster, 1830) Keij, 1955
- Pterygocythereis fimbriatoides (Veen, 1936) Rescher, 1968 †
- Pterygocythereis fithiani Wilson, 2006
- Pterygocythereis fortinodosa Pietrzeniuk, 1969 †
- Pterygocythereis frinki (Murray & Hussey, 1952) Hill, 1954 †
- Pterygocythereis glimmerodensis Faupel, 1975 †
- Pterygocythereis gulfensis (Alexander, 1929) Morkhoven, 1963 †
- Pterygocythereis heerlenensis Deroo, 1966 †
- Pterygocythereis helvetica Oertli, 1956 †
- Pterygocythereis hondurasensis Teeter, 1975
- Pterygocythereis horrida Triebel, 1941 †
- Pterygocythereis inexpectata (Blake, 1929) †
- Pterygocythereis infrequens Rosyjeva, 1962 †
- Pterygocythereis insolita Luebimova, 1960 †
- Pterygocythereis jonesi (Blake, 1929) †
- Pterygocythereis jonesii (Baird, 1850) Triebel, 1941
- Pterygocythereis juncea Tambareau, 1972 †
- Pterygocythereis kakdiensis Guha, 1974 †
- Pterygocythereis kravecae Reshetnikova, 1960 †
- Pterygocythereis lemnicata (Alexander, 1934) Hill, 1955
- Pterygocythereis llinasi Bold, 1988 †
- Pterygocythereis minor Bassiouni, 1971 †
- Pterygocythereis miocenica Bold, 1967 †
- Pterygocythereis miquelli (Veen, 1936) Ohmert, 1973 †
- Pterygocythereis mira Pokorny, 1987 †
- Pterygocythereis monoceros (Reuss, 1856) Ellermann, 1960 †
- Pterygocythereis mucronata (Sars, 1866) Malz in Malz & Jellinek, 1989
- Pterygocythereis neoserrulata Deroo, 1966 †
- Pterygocythereis ordospinosa Scheremeta, 1966 †
- Pterygocythereis pamientoviensis Szczechura, 1965 †
- Pterygocythereis paramacerrima Mendez & Swain, 1984 †
- Pterygocythereis perpolita Yaskevich, 1961 †
- Pterygocythereis phylloptera (Bosquet, 1854) Deroo, 1966 †
- Pterygocythereis polita Bold, 1968 †
- Pterygocythereis praestans Luebimova & Sanchez, 1974 †
- Pterygocythereis prisca Babinot, 1980 †
- Pterygocythereis prolongata Bassiouni, 1962 †
- Pterygocythereis pulvinata (Damotte, 1962) Damotte, 1971 †
- Pterygocythereis pustulosa Haskins, 1969 †
- Pterygocythereis retinodosa Oertli, 1956 †
- Pterygocythereis semitranslucens (Crouch, 1949) Benson, 1959 †
- Pterygocythereis siemienensis Szczechura, 1977 †
- Pterygocythereis siveteri Athersuch, 1978
- Pterygocythereis solitarius Rosyjeva, 1962 †
- Pterygocythereis spinigera (Keij, 1957) Apostolescu, 1964 †
- Pterygocythereis subcoronata (Speyer, 1863) Goerlich, 1958 †
- Pterygocythereis subsemuireticularis Rosyjeva, 1962 †
- Pterygocythereis thomasi (Israelsky, 1933) Hill, 1955
- Pterygocythereis triebeli Witt, 1967 †
- Pterygocythereis trifida (Mehes, 1941) Brestenska, 1975 †
- Pterygocythereis tuberculata (Veen, 1936) Szczechura, 1965 †
- Pterygocythereis tuberosa Keij, 1957 †
- Pterygocythereis vannieunenhuisei Brouwers, 1987 †
- Pterygocythereis vanveenae Deroo, 1966 †
- Pterygocythereis velivola (Brady, 1880) Hanai, Ikeya & Yajima, 1980
- Pterygocythereis volans Oertli, 1956 †